# فالفيردي دي خوكار
بلدية فالفيردي دي خوكار (بالإسبانية: Valverde de Júcar)‏، هي إحدى بلديات مقاطعة قونكة إحدى مقاطعات إسبانيا، و التي تقع في منطقة قشتالة لا منتشا وسط البلاد, و المائلة لجهة الشرق من إسبانيا.
يبلغ عدد سكانها 1.225 نسمة وفقاً لإحصائية سنة (2007).

## توأمة
لفالفيردي دي خوكار اتفاقيات توأمة مع:
- كاوديتي